# Дилер 2
«Дилер 2» (также известный как Pusher II: With Blood on My Hands) — четвёртый полнометражный фильм датского режиссёра и сценариста Николаса Виндинга Рефна, малобюджетная криминальная драма, вторая из серии о наркодилерах Копенгагена.

## Сюжет
Тонни, которому со дня на день выходить из тюрьмы на свободу, внимательно слушает историю своего сокамерника — он поборол страх перед четырьмя бандитами, пытавшимися отнять его бизнес, открыв по их машине огонь из пистолета. Одна пуля попала в бензобак и четвёрка заживо сгорела в своём автомобиле. Подводя итог сказанному, заключённый сообщил, что между ним и Тонни есть лишь одно различие — над Тонни всё ещё властвует страх.
В поисках заработка Тонни приходит в гараж отца — криминального авторитета, известного как Герцог. Тот встречает сына весьма холодно и даёт ему работу с большой неохотой. С этого момента каждая попытка Тонни показать себя заканчивается его унижением.
Обсуждая с братом Редом перспективу кражи машин, Герцог демонстративно снисходительно относится к мнению Тонни. В то время как банда Герцога развлекается в борделе, Тонни не может прийти в возбуждение и с позором уходит из заведения. По пути в отцовский гараж он повинуется внезапному импульсу и угоняет красный Ferrari, что приводит Герцога в гнев — такую машину легко обнаружить. После ограбления автомагазина в составе людей Герцога, татуированному бандиту не находится места в общей машине и Тонни просит Реда пустить его в багажник.
Проститутка Шарлотта сообщает Тонни, что родила от него ребёнка, и требует принести в дом денег. Новоиспечённый отец соглашается «прикрыть спину» местному сутенёру Курту по прозвищу Киска в то время как тот будет осуществлять сделку по покупке кокаина. Продавцом оказывается сербский авторитет Мило — старый знакомый Тонни. Но вместо кокаина Мило принёс героин. Курт поначалу отказывается приобретать товар, но недолго думая решает всё же совершить сделку. Расплатившись и получив товар, Курт смывает его в унитаз, испугавшись неожиданного стука в дверь. Киска пытается уговорить серба вернуть 80 тысяч крон, которые сутенёр занял у Герцога, но Мило отвечает отказом. На последние деньги Курта Тонни покупает у торговца оружием Мухаммеда самый дешёвый пистолет и стреляет в сутенёра, чтобы тот мог выиграть время и наврать Герцогу про вооружённое нападение арабов и отъём денег.
Тонни присутствует на свадьбе О и Грю, где Герцог произносит тост, превознося достоинства своего коллеги О и укоряя неудачника-сына. Расстроенный Тонни накачивается выпивкой и кокаином, и даёт волю гневу, когда Шарлотта оставляет их ребёнка без присмотра. Утихомиренный О, Тонни покидает компанию, понимая, что в очередной раз повёл себя глупо и недостойно. На улице Киска предлагает ему разгромить свой дом, продолжая таким образом ложь о преследовании себя. Тонни соглашается, но когда дело доходит до убийства находящейся в доме проститутки, бежит обратно на свадебную гулянку.
В отчаянной попытке примириться с отцом, Тонни вызывается убить его бывшую супругу, а теперь одну из проституток Киски — Жанетт. Он приходит в притон Курта, но так и не решается на убийство. Узнав об этом, Герцог ругает сына и плюёт ему в лицо. Герой теряет терпение и нападает на Герцога, с остервенением вонзая в него отвёртку даже тогда, когда жизнь уже покинула тело бандита. В поисках О Тонни находит Шарлотту и Грай. Выждав нужный момент, герой забирает своего ребёнка, крадёт деньги, и уезжает из города. Последние кадры демонстрируют затылок Тонни, покидающего Копенгаген на автобусе.

## В ролях
| - Мадс Миккельсен — Тонни - Лейф Сильвестр — Герцог - Анне Сёренсен — Шарлотта - Курт Нильсен — Курт - Эйвинд Хаген-Траберг — О | - Златко Бурич — Мило - Карстен Шрёдер — Ред - Мария Эрвольтер — Грю - Ильяс Аджак — Мухаммед - Линс Кесслер — Жанетт |

## Создание
На волне успеха первого «Дилера» Николас Виндинг Рефн снял бытовую драму «Истекающий кровью», с актёрским составом своей дебютной ленты и с некоторым режиссёрским экспериментом — двумя сюжетными линиями. Коллеги Рефна по созданию этого фильма предлагали ему продолжать совместное творчество такой же командой, но, посчитав себя уже достаточно опытным режиссёром, датчанин отказался от подобной идеи, пересёк Атлантический океан и приступил к съёмкам нового фильма в канадской провинции Манитоба. Результат этой работы, неонуар «Страх „Икс“», потерпел крах, как признавал сам Рефна — «на всех уровнях: финансовом, коммерческом, художественном, творческом, личном».
Под гнётом миллионной задолженности Рефну не осталось ничего другого, кроме как вернуться в Данию и обратиться к популярной формуле обанкротившихся режиссёров — снять продолжение своего успешного фильма. Решение о сиквеле далось постановщику нелегко: подавленный неудачей «Страха „Икс“», Рефн боялся, что не сможет снять кино, превосходящее «Дилера» и, дав согласие на съёмки, он демонстрировал окружающим своё презрение и отвращение к самой идее «Дилера 2». Кризису положила конец супруга режиссёра — Лив Корфиксен, которая родила ему первенца. Николас Виндинг воспринял это как Божий знак и фильм «воскрес» в его глазах. По словам датчанина, он наслаждался работой над сиквелом, рассматривая фильм как первого «Дилера», каким он должен был быть, но каким юный и неопытный режиссёр не смог его сделать.
Сценарий, который был написан постановщиком за две недели, носил полуавтобиографический характер — в непростых отношениях отца и сына, в частности. На позицию главного героя вышел Тонни — персонажа второго плана из дебютной картины Рефна. Поначалу режиссёр изобразил его таким же крутым, как и в первой части, но исполнитель роли Мадс Миккельсен обратился к Николасу Виндингу со словами «Слушай, Ник, ты не такой клёвый», намёкающими на автобиографические нотки в образе Тонни. В итоге Мадс остался весьма доволен трогательной и красивой историей Рефна и своим персонажем — «героем второго плана в его собственном фильме», как выразился актёр.

## Критика
Опасения Николаса Виндинга Рефна оказались напрасными — второй «Дилер» при сравнении с первым был отмечен как более выразительная кинематографическая работа, то и дело граничащая со сказочным сюрреализмом. Рецензент американской газеты The Guardian назвал «Дилера 2» очень умной и увлекательной гангстерской картиной, несмотря на всю её жестокость и мрачность. Обозреватель британского журнала Empire добавил, что лента, как минимум, даёт все основания для просмотра «Дилера 3». Актёрская игра Мадса Миккельсена, сумевшего, по определению критика Variety, изобразить нежность татуированного и свирепого на вид преступника, удостоилась ряда кинонаград Дании, в том числе наиболее весомой премии — «Бодиль», присуждаемой Датской национальной ассоциацией кинокритиков.

## Саундтрек
| №   | Название                                     | Исполнитель          | Длительность |
| --- | -------------------------------------------- | -------------------- | ------------ |
| 1.  | «Theme from Pusher II»                       | The Bleeder Group    | 1:38         |
| 2.  | «Saturday Night»                             | Hyperlove            | 3:52         |
| 3.  | «Fly Away»                                   | DJ Nic               | 3:35         |
| 4.  | «Skinsong»                                   | A Rex                | 4:04         |
| 5.  | «Underworld 2»                               | Lovelight            | 4:28         |
| 6.  | «Tonny’s Theme»                              | The Bleeder Group    | 0:57         |
| 7.  | «The Voice of the Rumspringa Thruth Goddess» | Mormon’s Revenge     | 5:05         |
| 8.  | «My First Kill»                              | Loopy                | 4:05         |
| 9.  | «Sad Disco»                                  | Keli Hlodversson     | 3:35         |
| 10. | «Du Har Chancen»                             | Monstah              | 4:09         |
| 11. | «Did You Feel Low»                           | A Rex                | 6:07         |
| 12. | «Amber Green Re-Revisited Massive Return»    | The Bleeder Group    | 5:14         |
| 13. | «Tarok»                                      | Lovelight            | 6:16         |
| 14. | «The Acoustics of Crime»                     | Peter Peter and Kyed | 1:56         |
| 15. | «With Blood On My Hands»                     | The Bleeder Group    | 7:49         |
| 16. | «With Blood On My Hands» (UK Version)        | The Bleeder Group    | 5:27         |